# Paspalum restingense
Paspalum restingense är en gräsart som beskrevs av Stephen Andrew Renvoize. Paspalum restingense ingår i släktet tvillinghirser, och familjen gräs. Inga underarter finns listade i Catalogue of Life.